# Abdellah El-Hamel
Pour les articles homonymes, voir Hamel.
Abdellah El-Hamel (عبد الله الهامل), né en 1971 à Tabelbala (Béchar), est un poète algérien contemporain d'expression arabe.

## Biographie
Le début de sa vie est partagé entre Tabelbala et Béni-Abbés dans sa famille, pour s'installer finalement à Tindouf.

## Publications
- Livre d'intercession (كتاب الشفاعة): recueil de poèmes.[réf. nécessaire]
- Fin de partie (نهاية اللعبة): traduction de la pièce de Samuel Beckett ("Fin de partie" l'Original)[2].